# Hermandad de la Esperanza Macarena (Almería)
La Hermandad y Cofradía de Nazarenos de Nuestra Señora del Santo Rosario, Nuestro Padre Jesús de la Sentencia y María Santísima de la Esperanza Macarena es una cofradía de culto católico que tiene su sede canónica en la parroquia de San Ildefonso de la ciudad de Almería, en la comunidad autónoma de Andalucía (España).
Tiene como titulares a Nuestro Padre Jesús de la Sentencia y a María Santísima de la Esperanza Macarena, con las que participa en la Semana Santa en Almería, realizando su estación de penitencia hasta 2017 en la tarde-noche del Lunes Santo, pues a partir de la Semana Santa de 2018 lo haría el Miércoles Santo tras un Cabildo extraordinario de hermanos el 2 de septiembre de 2016.
La hermandad fue fundada en 1986, y tiene como referente a la Hermandad de la Esperanza Macarena de Sevilla, que venera las imágenes de Nuestro Padre Jesús de la Sentencia y María Santísima de la Esperanza Macarena. Fueron aprobados sus primeros estatutos en 1990, siendo la primera hermandad de la ciudad en realizar su estación de penitencia la tarde noche de Lunes Santo. 
El mundo taurino de la ciudad está muy ligado a la hermandad, debido a que tiene su sede canónica en la parroquia de San Ildefonso, ubicada en el barrio de la Plaza de toros de Almería.
El hábito de esta cofradía es túnica y capa color crema, con antifaz y cíngulo morados en el Misterio y verdes en la Virgen.
Musicalmente está acompañado por la Banda de Cornetas y Tambores "Santa Cruz" de Almería (surgida de la desaparecida Banda de Cornetas y Tambores de la hermandad), que acompaña fielmente al Señor de la Sentencia todos los miércoles Santos, y por la Banda de Música Municipal de Torredonjimeno (Jaén), para el paso de palio.